# Алтмор
Алтмор (англ. Altmore, ирл. An tAllt Mór) — деревня в графстве Тирон Северной Ирландии, в пяти милях от Каррикмора и в четырёх от Помероя.